# Arc-en-Barrois
Arc-en-Barrois è un comune francese di 778 abitanti situato nel dipartimento dell'Alta Marna nella regione del Grand Est.

## Società

### Evoluzione demografica
Abitanti censiti